# Heinrich von Zedlitz und Neukirch
Gottlieb Heinrich Freiherr von Zedlitz und Neukirch (* 20. August 1863 in Tiefhartmannsdorf; † 14. November 1943 in Neukirch) war ein deutscher Beamter und Regierungspräsident in Köslin (1915–1919).

## Leben
Heinrich Freiherr von Zedlitz war ein Sohn des Kammerherrn und Schlosshauptmanns Hugo Freiherr von Zedlitz (1816–1893) und der Ellen von Zedlitz, geborene Cowell (1835–1912).
Schon als Primaner interessierte er sich für die junge nationale Bewegung in der Studentenschaft und trat deshalb zu Beginn seines Jurastudiums 1882 dem VDSt Berlin bei. Er war dort sehr aktiv, daraufhin wurde ihm im Wintersemester 1884/85 der Vorsitz des VDSt übertragen. Gleichzeitig wurde er in den Berliner Studentenausschuss gewählt. Dort kam es zu heftigen Auseinandersetzungen mit dem Ausschussmitglied Alfred Oehlke über die Teilnahme des Dichters Julius Wolff (1834–1910) am Reichsgründungskommers des VDSt Berlin am 18. Januar 1884.
Dies resultierte in einer Duell-Forderung Oehlkes an drei Ausschussmitglieder, darunter Zedlitz und Richard Holzapfel (1862–1885). Das Duell am 5. Januar 1885 sorgte reichsweit für Aufsehen. Während der Kugelwechsel Zedlitz-Oehlke unblutig endete, wurde Holzapfel im folgenden Duell getötet. In der anschließenden Schwurgerichtsverhandlung wurde Zedlitz freigesprochen, obwohl er sich als „schuldig“ bekannt hatte.
Im Jahr 1885 diente Zedlitz als Einjährig-Freiwilliger beim 5. Jäger-Bataillon in Görlitz. Als Referendar war er am Amtsgericht Muskau, darauf beim Amtsgericht Neurode und dann im Landgericht I Berlin tätig. Am 30. Juni 1888 wurde er zur Regierung nach Bromberg versetzt. Er bestand als Regierungsreferendar am 30. Mai 1891 die zweite Prüfung für den höheren Verwaltungsdienst und wurde zum Regierungsassessor ernannt. Als solcher wurde er 1891 der königlichen Regierung in Osnabrück zugeteilt und am 1. Juli 1894 an das königliche Oberpräsidium in Hannover versetzt. Vom Sommer 1897 an war er Landrat in der westpreußischen Kleinstadt Konitz. Dort brachen infolge des Mordes an einem Gymnasiasten 1900 die schwersten antisemitischen Unruhen im wilhelminischen Kaiserreich aus.

## Die „Konitzer Affäre“
In dieser sogenannten Konitzer Affäre stand ein antisemitischer Mob – der in dem Mord einen jüdischen Ritualmord sah – der preußischen Obrigkeit gegenüber, deren höchster ortsansässiger Vertreter der Landrat Zedlitz war. Höhepunkt war das antisemitische Pogrom vom 10. Juni 1900. Hierbei trat Zedlitz erfolglos mehreren tausend Personen entgegen. Sein gütliches Zureden blieb ergebnislos; er selbst und ein jüdisches Kaufhaus wurden mit Steinen beworfen. Die Gendarmen zogen ihre Pistolen und Säbel, doch eine Eskalation des Tumults fürchtend, trat Zedlitz den Rückzug an. Wenige Stunden später jedoch rückten 150 von ihm angeforderte Soldaten mit aufgepflanzten Bajonetten gegen die Aufrührer vor. In der Folge flaute die Erregung ab. Seine Berichte über die „Konitzer Affäre“ an den preußischen Innenminister zeigen ihn zwar zunächst als Sympathisanten der Antisemiten. Für die Konitzer Juden trat er allerdings entschieden ein, als gegen diese in der Presse eine Hetze einsetzte, die mit für die antisemitischen Unruhen verantwortlich war. Er verteidigte die jüdischen Bewohner von Konitz und erklärte, dass er „einen Ritualmord seitens der jüdischen Cultusgemeinde selbstverständlich als Aberglaube betrachte“.
Geprägt durch die Ereignisse verließ er seine westpreußische Heimat aber im folgenden Jahr. Vom 1. Juli 1901 an war er Landrat in Linden bei Hannover, ab Januar 1904 Oberleutnant a. D., ab 1904 Geheimer Regierungsrat und Vortragender Rat im Preußischen Kultusministerium. Drei Jahre später wurde er zum Oberregierungsrat ernannt.
Als parlamentarischer Kommissar war er in beiden Häusern des Preußischen Landtages und im Reichstag tätig. Um 1912 wechselte er in das Preußische Innenministerium und wurde schließlich 1914 Regierungspräsident in Köslin.
Im Kriegsjahr 1917 erhielt er das Eiserne Kreuz am schwarz-weiß-roten Band. 1918 erhielt er den Charakter als Wirklicher Geheimer Oberregierungsrat und das Österreichische Kriegskreuz für Zivilverdienste 2. Klasse verliehen.

## In der Weimarer Republik
Die Revolution 1918 lehnte er entschieden ab und stellte sich dem Arbeiter- und Soldatenrat in Köslin im Rahmen seiner Möglichkeiten entgegen. Dies wurde ihm durch seinen persönlichen Einfluss und durch das Ansehen erleichtert, dass er genoss. Am 1. Juli 1919 verließ er aber nach Verabschiedung der Verfassung schließlich den Staatsdienst: „Organ der sozialdemokratischen Staatsregierung konnte ich nicht sein“.
Der Ehrenritter des Johanniterordens wohnte zunächst in Görlitz, zog aber dann –1934 – auf das Zedlitzsche Stammschloss in Neukirch an der Katzbach. Die Erfahrungen in Konitz, der Kriegstod zweier Söhne, die schwere Kriegsbeschädigung eines Dritten sowie Zusammenbruch und Revolution 1918/19 hatten bei ihm zu schweren seelischen Erschütterungen geführt.

## Ehen und Kinder
Zedlitz heiratete in erster Ehe am 23. September 1889 in Berlin die Oberstentochter Helene von Ohlen und Adlerskron (1867–1901). Mit ihr hatte er sechs Kinder:
- Friedrich (1891–1915), gefallen als Leutnant in Russland
- Eberhard (* 1892)
- Werner (1894–1918), gefallen im Ersten Weltkrieg
- Hertha Viktoria (* 1895)
- Wilhelm (*/† 1899)
- Helene (* 1901)

In zweiter Ehe heiratete er am 15. Oktober 1909 in Potsdam die Rittmeisterstochter Natalie von Bredow aus dem Hause Senzke (1862–1934) und in dritter Ehe am 18. November 1938 in Bennigsen die Landratstochter Margareta von Benningsen (1891–1966).

## Werke
- Berechtigung und Bedeutung studentischer Bestrebungen für die Zukunft. In: Akademische Blätter. 1. Jg. 1886/87, S. 135–136.
- Was thut uns not? In: Akademische Blätter. 2. Jg. 1887/88, S. 45–46.
- Die Stellung des Kyffhäuser-Verbandes zur Judenfrage. In: Akademische Blätter. S. 161–162.
- mit Johannes Quandt und Christian Rogge (Hrsg.): Taschenbuch für die Mitglieder des Kyffhäuser-Verbandes der Vereine Deutscher Studenten. Berlin 1888.
- Sollen wir agitieren? In: Ak. Bl. 6. Jg. 1891/92, S. 106–107.
- Unsere praktische Arbeit. In: Otto Hoetzsch (Hrsg.): Taschenbuch für den Kyffhäuser-Verband der Vereine Deutscher Studenten. 4. Auflage. Berlin 1903, S. 66–72.
- Unsere praktische Arbeit. In: Karl Kormann (Hrsg.): Taschenbuch für den Kyffhäuser-Verband der Vereine Deutscher Studenten. 5. Auflage. Berlin 1910, S. 63–68.
- Einzelerinnerungen aus meinem Leben, Weihnachten 1935 (Familienarchiv Caspar v. Zedlitz und Neukirch, Bergisch Gladbach).